# Salammbô (Rachmaninov)
Pour les articles homonymes, voir Salammbô.
Salammbô est un opéra inachevé conçu par le compositeur russe Sergueï Rachmaninov vers 1906. Il devait être basé sur Salammbô, roman historique de Gustave Flaubert. L'idée fut longtemps réfléchie, mais Rachmaninov fut incapable de trouver un librettiste approprié et abandonna l'idée quand sa femme et sa fille tombèrent malades.

## Contexte
Après la piètre réception de ses deux opéras Le Chevalier avare (Op. 24, 1904) et Francesca da Rimini (Op. 25, 1905), Rachmaninov considère avec empressement un autre projet. Une lettre à son ami Nikita Morozoff le 19 mars 1906 donne un aperçu scène par scène. La lettre demande aussi que son ami contacte Mikhail Svobodin, un journaliste connu pour sa poésie, et lui demande d'écrire le livret. Svobodin ne répond pas, et Morozoff tenta d'en écrire quelques parties, mais Rachmaninov rejète son travail en faveur d'un autre ami, Mikhail Slonoff. Slonoff travailla quelques semaines, mais Rachmaninov ne fut jamais satisfait. Quelques jours après la lettre, la femme et la fille de Rachmaninov tombèrent malades et le projet fut abandonné.
Rachmaninov travailla en 1908 sur un autre opéra appelé Monna Vanna qui reste inachevé. Il ne compléta pas d'autre opéra durant sa vie.